# Андроид
 Тази статия е за хуманоидния робот.  За операционната система на Google вижте Android.  
Андроидът представлява робот или синтетичен организъм, който е направен да наподобява човешки образ. Думата идва от гръцкото andr-, означаващо „човек, мъж“ и наставката -eides, означавала „сходен; подобен“ (от eidos, „видове“). Думата дроид, робот от Междузвездни войни, е производна на тази дума.
Андроидите присъстват широко в областта на научната фантастика, често са срещани в киното и телевизията.
Съвременната роботика позволява създаването на най-разнообразни релистично изглеждащи хуманоидни роботи.

## Съвременни човекоподобни роботи
- Aiko – гиноид с имитация на човешките сетива: осезание, слух, говор, зрение[2].
- TOPIO – андроид, разработен за игра на тенис на маса против човек[3].
- ASIMO — андроид, създаден от корпорацията Хонда, в Центъра за Фундаментални Технически Изследвания Вако (Япония)[4].
- Einstein Robot – глава на робот с външност на Айнщайн. Модел за тестване и възпроизвеждане на човешки емоции[5].
- EveR-1 – робот, приличащ на 20-годишна корейка: ръст 1,6 метра, тегло – около 50 килограма. Очаква се, че андроиди като EveR ще могат да служат като гидове в молове и музеи, а също да развличат децата[6].
- HRP-4C – робот-момиче, предназначен за демонстрации на облекло. Ръста на робота е 158 см, а теглото заедно с акумулатора – 43 кг. Има 42 степени на свобода, например, в областта на бедрата и шията те са по три, а на лицето – 8, те дават възможност на робота да изразява емоции[7].
- Repliee R-1 – човекоподобен робот с външност на 5-годишно японско момиче, предназначен да се грижи за възрастни и недееспособни хора[8].
- Repliee Q2 – робот-момиче с име Repliee Q1expo е показан на международната изложба World Expo в Айти (Aichi), Япония. [9].

Подробен преглед на разработките на човекоподобни роботи по света може да се намери на сайта Androidworld: .